# Крупец, Леонид Фёдорович
Леонид Фёдорович Крупец (бел. Леанід Фёдаравіч Крупец; род. 18 ноября 1956, дер. Макаши, Несвижский район, Минская область, Белорусская ССР, СССР) — белорусский государственный и политический деятель, дипломат. Почётный гражданин города Несвижа.

## Биография
Родился 18 ноября 1956 года в деревне Макаши, Минская область. Трудовую деятельность начал в 1975 году, еще до получения высшего образования. Затем, с 1975 по 1977 год, служил в рядах Советской армии. В 1983 году окончил Российский университет дружбы народов имени Патриса Лумумбы. После получения высшего образования работал младшим научным сотрудником Белорусского научно-исследовательского института защиты растений. В институте Крупец проработал до 1983 года, после чего трудоустроился агрономом-технологом на Городейском сахарном комбинате. В 1985 году начал свою работу в Несвижском районном комитете Коммунистической партии Белоруссии в качестве инструктора. В 1986—1990 — заведующим организационным отделом Несвижского райкома КП Белоруссии.
В 1990 году был назначен на должность заместителя Председателя Несвижского районного Совет депутатов. В местном Совете депутатов пробыл до 1993 года, после чего был первым заместителем председателя райисполкома, начальником управления сельского хозяйства и продовольствия Несвижского районного исполнительного комитета.
В 1998 году был назначен председателем Несвижского районного исполнительного комитета. С 2002 до 2007 года занимал должность первого заместителя председателя Минского облисполкома.
В 2007 году был назначен помощником президента Республики Беларусь — главным инспектором по Витебской области. 7 июня 2007 года был назначен Председателем Минского областного исполнительного комитета. Самое интересное, что предыдущий председатель облисполкома на момент назначения Леонида Крупца находился в отпуске. Однако это не помешало назначению нового губернатора области. В облисполкоме проработал до 20 мая 2010 года.
Являлся членом Совета Республики Национального собрания Республики Беларусь IV созыва. Член Постоянной комиссии по региональной политике и местному самоуправлению. Заместитель председателя по взаимодействию органов местного самоуправления при Совете Республики.
4 февраля 2011 года указом президента Республики Беларусь Александра Лукашенко был назначен Чрезвычайным и полномочным послом Республики Беларусь в Федеративной Республике Бразилия. В качестве дипломата проработал до 13 июня 2016 года.
6 апреля 2010 года был избран председателем Белорусской федерации конного спорта.
Был членом государственной комиссии по контролю за ходом подготовки и проведения вступительных испытаний в 2006 году в высших и средних специальных учебных заведениях.
Помимо родных языков владеет испанским.

## Награды
- Медаль «За трудовые заслуги»[бел.] (2004);
- Орден Преподобного Сергия Радонежского 2 степени;
- Орден Креста преподобной Ефрасиньи Полоцкой[бел.];
- Две Почётные грамоты Национального собрания Республики Беларусь[бел.];
- Почётная грамота Совета министров Республики Беларусь[бел.];
- Юбилейные медали[4].